# Castelo de Louveciennes

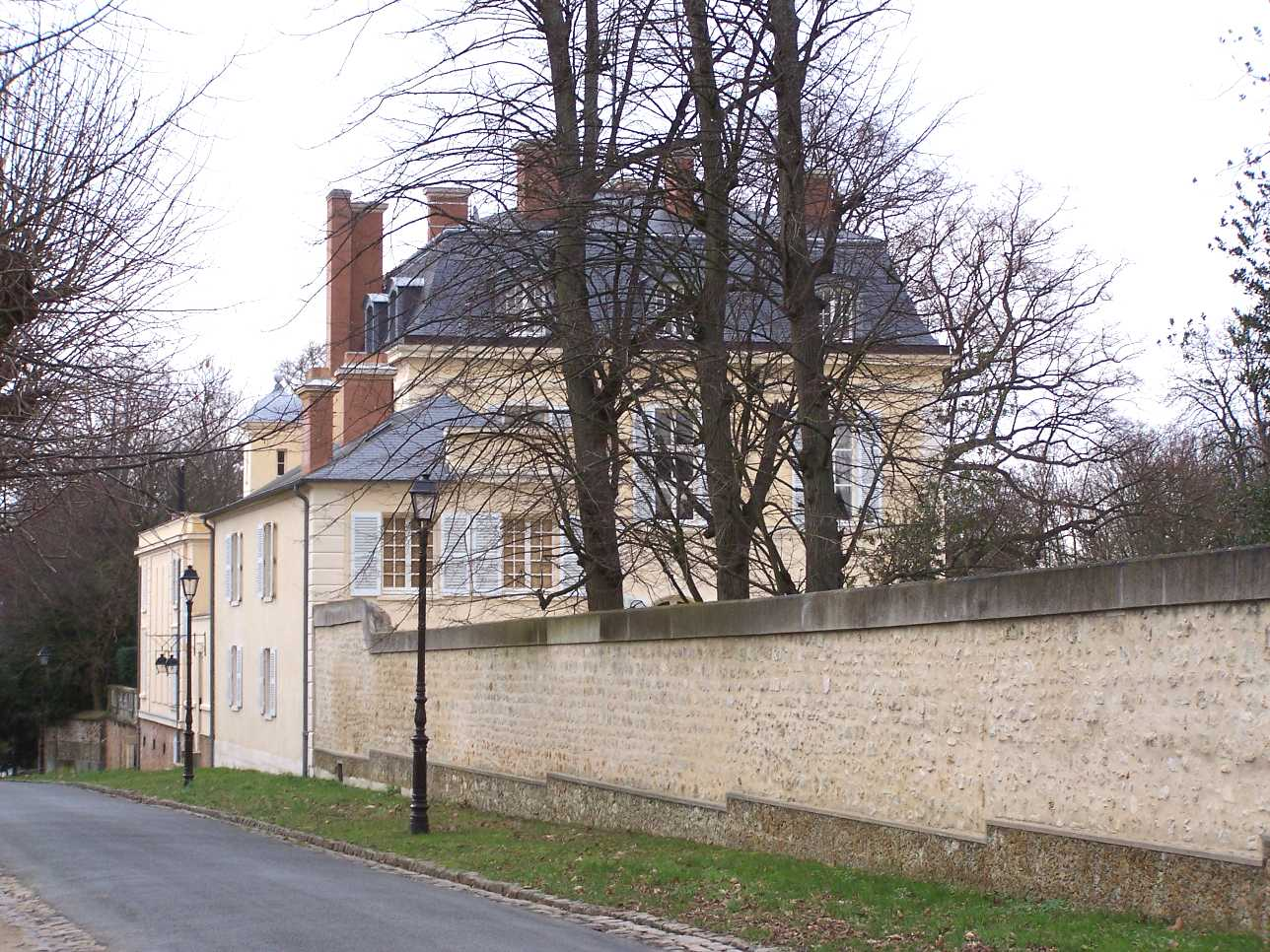
O Château de Louveciennes.

O Castelo de Louveciennes (Château de Louveciennes em francês), também conhecido como Château de  Madame du Barry, é um palácio francês, localizado em Louveciennes, Yvelines, composto pelo próprio palácio, construído no final do século XVII, mais tarde expandido e redecorado por Ange-Jacques Gabriel para Madame du Barry, e pelo pavilhão de música (ou recepção) construído por Claude Nicolas Ledoux (1770–1771), no meio de um parque que foi dividido no século XIX.

## O palácio

Mme du Barry, por Élisabeth-Louise Vigée Le Brun, 1783.

Em 1684,  Luis XIV ordenou a construção de um palácio nas proximidades de um aqueduto construído para levar água do Sena pela Máquina de Marly para o Château de Marly. O rei deu a construção ao Barão Arnold de Ville, o engenheiro de  Liège que havia concebido a instalação hidráulica.
Este palácio é uma construção aproximadamente cúbica, de tamanho médio e modesta aparência, o qual fica na orla do caminho da máquina (n° 6), um objecto preferido dos Impressionistas Camille Pissarro e Alfred Sisley.

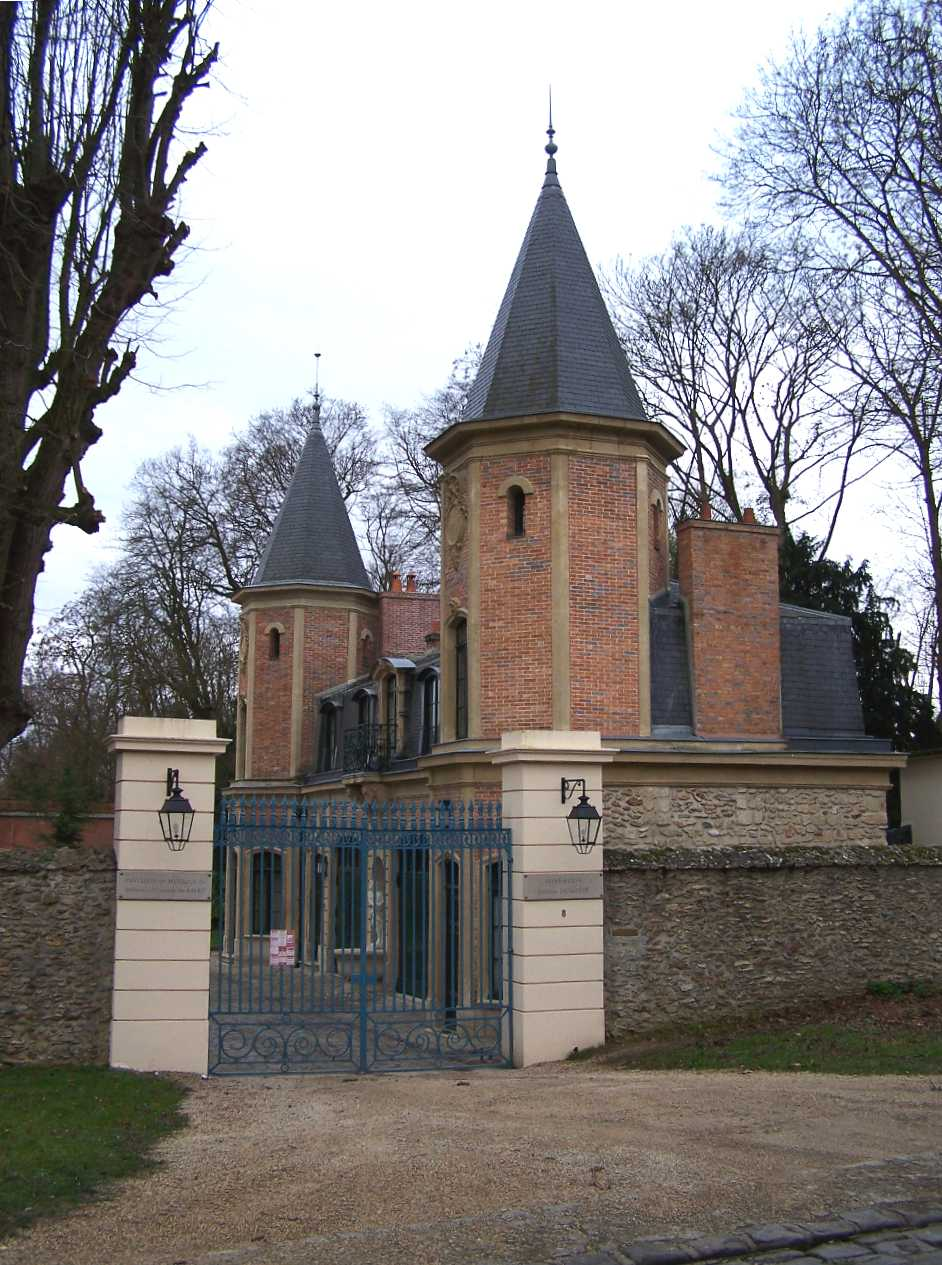
O pavilhão de Louveciennes.

Em 1769, Luis XV ofereceu o palácio à sua nova favorita, Madame du Barry. Provavelmente terá chamado Ange-Jacques Gabriel, Primeiro Arquitecto do Rei, para aumentar e redecorar o edifício. Esta ampliação consistiu no acrescento da ala Este, além da decoração em madeir esculpida.
Na década de 1980, o palácio foi adquirido por uma companhia japonesa, Nippon Sangyo, como uma propriedade comercial. A companhia vendeu toda a mobília e deixou o edificio ao abandono. Ocupado por invasores, o palácio sofreu várias degradações. Em 1994, uma tentativa de remover a marcenaria e lareira foi impedida pela polícia. Os proprietários puseram então a propriedade à venda, e esta foi comprada por um investidor francês que o restaurou cuidadosamente.

## O pavilhão
O palácio estava prejudicado por não ter vista para o Sena. Além disso, Mme du Barry considerava que as áreas de recepção eram inadequadas. Dessa forma, decidiu construir, agrimensurando o Vale do Sena, uma pequena casa separada que incluiria salas de recepção, o famoso Pavillon de Louveciennes.

### História

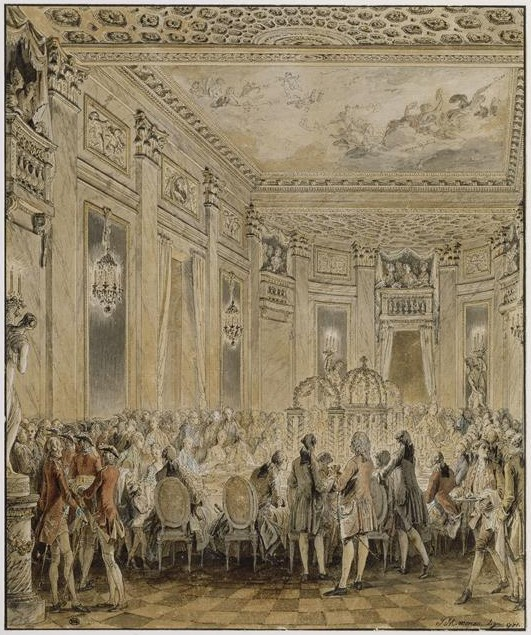
Jean-Michel Moreau, "Fête donnée à Louveciennes le 2 septembre 1771". Paris, Museu do Louvre.

Foram pedidas propostas de Charles de Wailly e Claude Nicolas Ledoux. Contrariando as opiniões negativas dadas por vários elementos do seu círculo, nomeadamente Ange-Jacques Gabriel, Mme du Barry decidiu reter o projecto de Ledoux, à época no início da sua. O desdenho foi completado me 1770 e a construção executada em 1771.

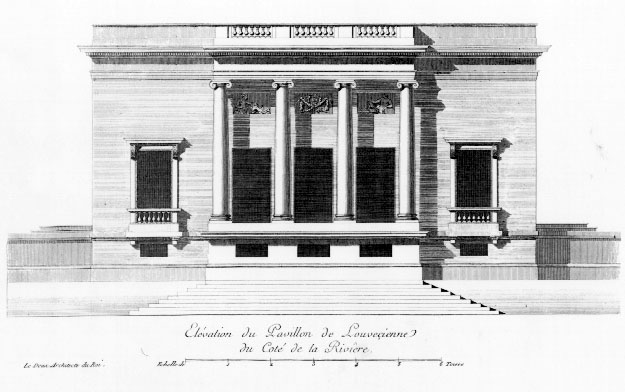
Pavillon de Louveciennes - Vista do lado do rio.

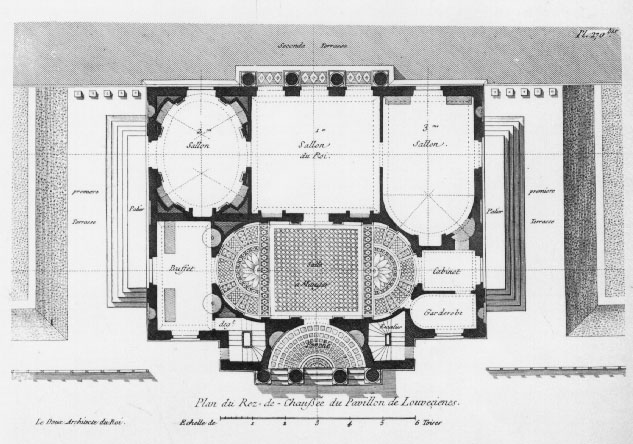
Pavillon de Louveciennes: planta do piso térreo mostra uma rica variedade de formas.

A inauguração teve lugar no dia 2 de Setembro de 1771, na presença do rei. Foi representada uma peça de Charles Collé, La partie de chasse de Henri IV, e o jantar foi servido com música (os músicos queixaram-se da exiguidade das plataformas da sala de jantar, agora fechada por espelhos), seguido de uma exibição de fogo de artifício.
Em 1773, Mme du Barry, obviamente satisfeita com o pavilhão, pediu a Ledoux planos para a construção de ium grande palácio que incorporaria o pequeno edifício. A morte de Lus XV, em 1774 pôs fim a este projecto antes que começasse.
O pavilhão manteve o seu tamanho até à segunda metade do século XIX. Numa data não especificada, foi desfigurado pela adição de uma mansarda e persianas nas janelas.
Quando o palácio foi adquirido, em 1923, pelo perfumista François Coty ao político e industrial  Louis Loucheur, o pavilhão encontrou-se no centro de uma grande desordem devido ao afundamento dos terrenos em que foi construído. François Coty chamou o arquitecto Charles Mewès para deslocá-lo vários metros. Esta solução radical salvou o edifício da erosão dos terrenos, que poderia tê-lo destruído em poucos anos. A mudança foi acompanhada por profundas transformações: a mansarda foi convertida num ático com cinco quartos, enquanto vastas dependências foram criadas no porão para providenciar um laboratório de perfumes, um gerador eléctrico, cozinhas e uma piscina.
Em 1959, o palácio foi comprado pela Escola Americana de Paris, que se instalou nele. Na limpeza do edifício foram encontrados alguns objectos nazis. Isso deveu-se à ocupação do edificio como quartel-general nazi durante a ocupação da França, na Segunda Guerra Mundial. Enquanto os alemães ocupavam o palácio, a resistência francesa mantinha-se activa nos velhos túneis que estavam por baixo do mesmo. Esses túneis determinariam a saída da Escola Americana para um outro local, em Garche. A escola pretendia alargar o edificio, mas os túneis alteravam a estabilidade da estrutura. Foi iniciado um projecto para encher os túneis de cimento, mas este foi abandonado quando surgiu uma alternativa para a localização da escola.

### Arquitectura

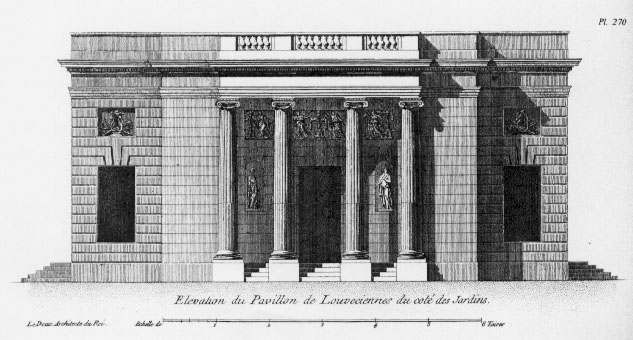
Pavillon de Louveciennes - Fachada vista dos jardins

O pavilhão de Louveciennes é uma das realizações de maior sucesso de Ledoux e um protótipo para a Arquitetura do neoclassicismo.
A entrada, em forma de abside aberta semi-circular, com um tecto de meia-abóbada com caixotões fechada por um pano de colunas jónicas, tinha uma disposição já usada por Ledoux na casa de Marie-Madeleine Guimard, Mademoiselle Guimard, na estrada de Antin. Os caixotões da abóbada foram uma característica surpreendente para os parisienses, como observou Eriksen. Esta leva a uma sala quadrada com absides, intentada para sala de jantar, onde o jantar inaugural teve lugar. Por trás desta sala está uma fieira de três salas de estar, o central salon du Roi flanqueado por dois salões, cada qual num plano diferente, com vistas o Sena. Vários serviços e a cozinha estavam instalados na rústica meia-cave.
A fachada virada ao Sena é conhecida pelo desenho do neoclassissista britânico Sir William Chambers: no desenho de Chambers, ao contrário da gravação comemorativa de Ledoux, existem três vão centrais projectados à maneira de Gabriel, com colunas Jónicas e painéis em baixo-relevo acima de aberturas de janelas simples; Nos vãos dos flancos, as janelas têm entablamentos simples, encimadas por bases baixas de perfil côncavo. As pinturas comemorativas de Ledoux, de 1804, continua a severa fachada; Os desenhos de Ledoux, executados muito depois, não podem ser considerados como tendo a aparência original, de acordo com Svend Eriksen (Eriksen 1974:62, 66).

### Decoração Interior
Os interiores foram acabados e mobilados com extraordinária elegância. Tinham candelabros de parede em bronze dourado e outros ornamentos desenhados por Ledoux num gosto neoclássico avançado e executados por Pierre Gouthière e cadeiras com pernas direitas do proeminente menuisier Louis Delanois, ao Estilo Luís XVI. Ainda sobrevivem algumas cadeiras da suite, as quais já estavam em produção em 1769 e muitas das quais foram feitas para o palácio, apesar de usadas no pavilhão, as quais se vêm num desenho de Moreau le Jeune.

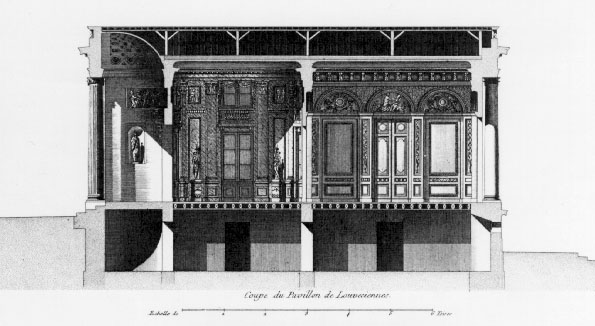
Secção da entrada e do salon du roi

A situação original dos interiores foi desenhada por Moreau le Jeune, representando o jantar oferecido a Luis XV por Madame du Barry, para a inauguração do palácio, o que pode ser comparado com uma estampa de Ledoux. As pilastras eram feitas de mármore de imitação, cinzenta, com capitéis em bronze dourado fornecidos por Gouthière. O candelabro girassol suspenso em frente aos espelhos entre as pilastras era semi-circular, pois com os reflexos nos espelhos pareciam candeeiros circulares suspensos no espaço, um útil trompe l'oeil para alargar o algo limitado espaço, o qual era essencialmente um largo vestíbulo entre a entrada e o Salon du Roi.
Mme du Barry encomendou a Jean-Honoré Fragonard uma suite de quatro grandes pinturas para Louveciennes. O pintor, que deu muita importância a esta encomenda, representou o The Progress of Love in the Heart of Maidenhood (O Progresso do Amor no Coração de Maidenwood). No entanto, esta obra-prima não agradou a Madame du Barry, supostamente porque jovem pastor perseguindo ninfas na pintura de Fragonard lhe trouxesse pucas lembranças do seu protótipo, o  velho e doente rei. Depois de du Barry recusar as pinturas, Fragonard teve-as instaladas, em 1790, em Grasse, no salão de um dos seus primos, Alexandre Maubert, cujo neto os vendeu em 1898 ao industrial J. P. Morgan. Desde 1915 tem sido uma das jóias da  Frick Collection, em Nova Iorque.
Mme du Barry encomendou a Joseph-Marie Vien pinturas substitutas sobre o mesmo tema, actualmente em exibição no Museu do Louvre e em Chambéry. A maneira neoclássica vienense ganhou em popularidade na época e pareceu particularmente apropriado para a decoração que ela criara em Louveciennes.

## O parque

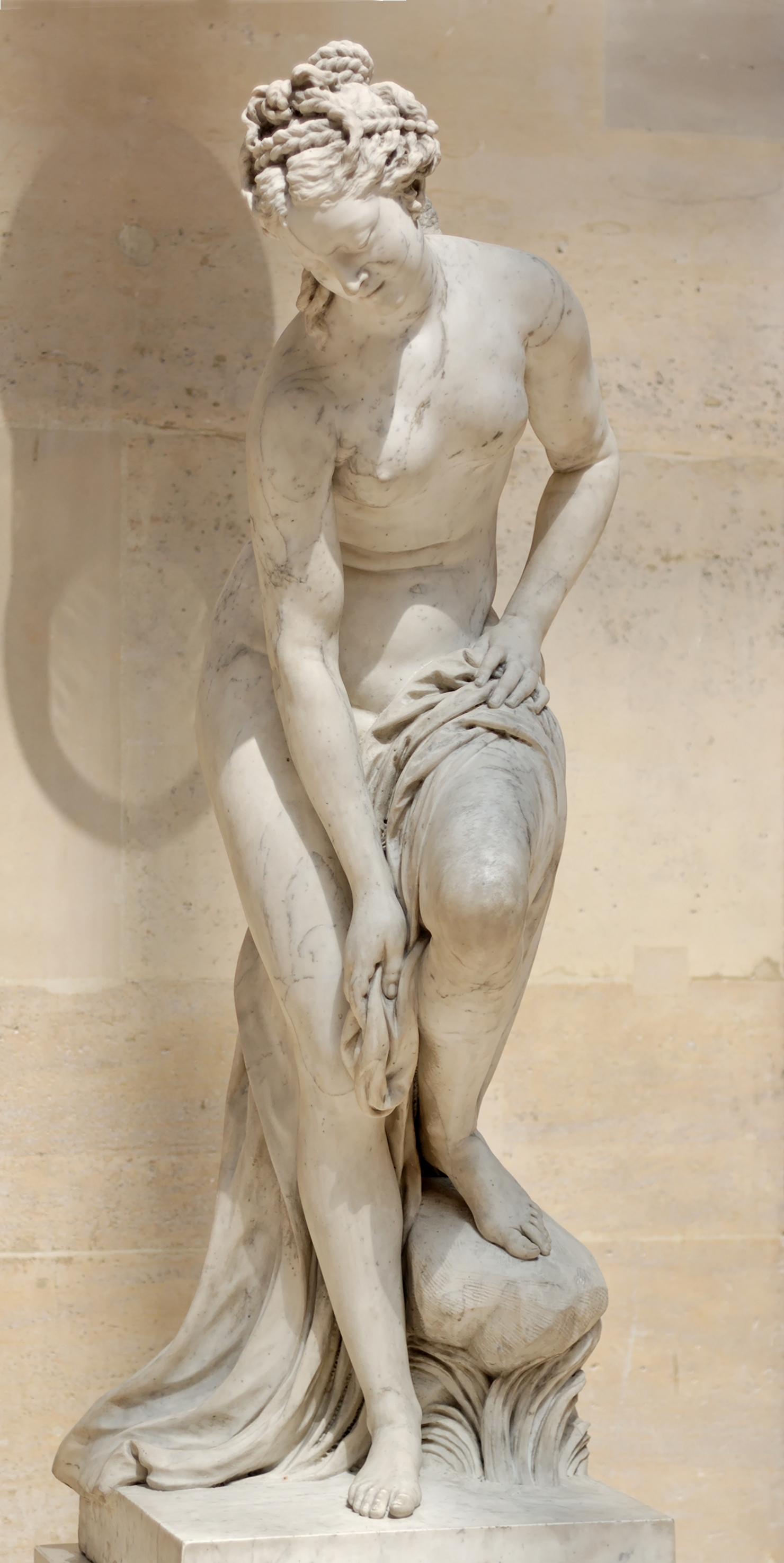
La Baigneuse, de Christophe-Gabriel Allegrain, esteve no parque(Museu do Louvre).

Em 1772, para decorar o parque, Luis XV deu La Baigneuse a Madame du Barry, obra que  Christophe-Gabriel Allegrain havia exibido no Salon de Paris de 1767 (ilustração à direita). em 1776 Du Barry encomendou uma obra Allegrain, completada em 1778; como Vénus e Diana oferecendo uma alegoria de sensualidade e de amor casto. Ambas estão agora conservadas no Museu do Louvre.
Em 1852, a propriedade expandiu-se até às margesn do Sena, mas foi dividida em dois lotes. O primeiro, incluindo o palácio, foi adquirido pelo banqueiro Solomon Goldschmidt, cujos herdeiros fizeram o aproveitamento pelo arquitecto Henri Goury, em 1898. A entrada era em Estilo Luis XV, flanqueando as duas casas, localizadas no nõ 6 do chemin de la Machine. O mesmo arquitecto construiu, também, os estábulos.
O segundo lote, incluindo o pavilhão de Ledoux, equipado com duas entradas construidas pelo arquitecto Pasquier (uma localizada no nº 28 da route de la Princesse e a  outra no cais Rennequin-Sualem, em Bougival); foi adquirido por uma rica norte-americana de Baltimore, Alice Thal de Lancey, amante do banqueiro Nissim de Camondo, que conheceu através de Arthur Meyer. Edmond de Goncourt divertiu-se com "o irónico interior de Louveciennes, onde Madame du Barry viveu e onde vive actualmente Madame de Lancey, e onde o banqueiro Camondo substitui Luis XV" (Edmond de Goncourt, Journal, 3 de Junho de 1882).
O parque contém dois pequenos templos:
- Um, na Ordem Jónica, data sem dúvida do século XVIII e é por vezes atribuido sem provas a Ledoux ou a Richard Mique;
- O outro, na Ordem Dórica, foi construido pelo arquitecto Henri Goury no final do século XIX.